# Emilio Valle
Emilio Valle, né le 21 avril 1967 à Sancti Spíritus, est un athlète cubain spécialiste du 110 mètres haies.
En 1986, Valle décroche deux médailles lors des premiers Championnats du monde junior d'Athènes, s'imposant tout d'abord sur le 400 m haies avant de prendre la 3e place du 110 m haies derrière les Britanniques Colin Jackson et Jon Ridgeon. Il obtient ensuite de nombreuses places de finalistes en grand championnat, terminant notamment 4e des Championnats du monde 1993 et 5e des Jeux olympiques de 1996.
Il met un terme à sa carrière à l'issue de la saison 2001.

## Palmarès
| Date | Compétition                                      | Lieu              | Résultat | Épreuve     | Performance |
| ---- | ------------------------------------------------ | ----------------- | -------- | ----------- | ----------- |
| 1986 | Championnats du monde juniors                    | Athènes           | 3e       | 110 m haies | 14 s 00     |
| 1986 | Championnats du monde juniors                    | Athènes           | 1er      | 400 m haies | 50 s 02     |
| 1988 | Championnats ibéro-américains                    | Mexico            | 1er      | 110 m haies | 13 s 71     |
| 1989 | Championnats du monde en salle                   | Budapest          | 5e       | 60 m haies  | 7 s 71      |
| 1989 | Championnats d'Amérique centrale et des Caraïbes | San Juan          | 1er      | 110 m haies | 13 s 48     |
| 1989 | Universiades                                     | Duisbourg         | 2e       | 110 m haies | 13 s 52     |
| 1989 | Coupe du monde des nations                       | Barcelone         | 3e       | 110 m haies | 13 s 21 (w) |
| 1990 | Jeux d'Amérique centrale et des Caraïbes         | Mexico            | 1er      | 110 m haies | 13 s 64     |
| 1991 | Championnats du monde en salle                   | Séville           | 4e       | 60 m haies  | 7 s 60      |
| 1991 | Jeux panaméricains                               | La Havane         | 4e       | 110 m haies | 13 s 94     |
| 1992 | Championnats ibéro-américains                    | Huelva            | 1er      | 110 m haies | 13 s 41     |
| 1992 | Jeux olympiques                                  | Barcelone         | 6e       | 110 m haies | 13 s 41     |
| 1992 | Coupe du monde des nations                       | La Havane         | 3e       | 110 m haies | 13 s 69     |
| 1993 | Championnats du monde en salle                   | Toronto           | 7e       | 60 m haies  | 7 s 74      |
| 1993 | Championnats du monde                            | Stuttgart         | 4e       | 110 m haies | 13 s 20     |
| 1993 | Jeux d'Amérique centrale et des Caraïbes         | Ponce             | 1er      | 110 m haies | 13 s 87     |
| 1994 | Goodwill Games                                   | Saint-Pétersbourg | 3e       | 110 m haies | 13 s 35     |
| 1994 | Coupe du monde des nations                       | Londres           | 3e       | 110 m haies | 13 s 45     |
| 1995 | Championnats du monde en salle                   | Barcelone         | 5e       | 60 m haies  | 7 s 67      |
| 1995 | Jeux panaméricains                               | Mar del Plata     | 2e       | 110 m haies | 13 s 40     |
| 1995 | Championnats du monde                            | Göteborg          | 8e       | 110 m haies | 13 s 43     |
| 1996 | Jeux olympiques                                  | Atlanta           | 5e       | 110 m haies | 13 s 20     |
| 1998 | Championnats ibéro-américains                    | Lisbonne          | 3e       | 400 m haies | 50 s 08     |
| 1998 | Jeux d'Amérique centrale et des Caraïbes         | Maracaibo         | 2e       | 400 m haies | 49 s 66     |

## Records personnels
- 60 m haies : 7 s 58 (09/03/1991, Séville)
- 110 m haies : 13 s 18 (29/07/1996, Atlanta)
- 400 m haies : 49 s 66 (19/08/1998, Maracaibo)